# Magnolia macklottii
Magnolia macklottii là một loài thực vật có hoa trong họ Magnoliaceae. Loài này được (Korth.) Dandy mô tả khoa học đầu tiên năm 1927.